# Anthurium guayaquilense
Anthurium guayaquilense är en kallaväxtart som beskrevs av Adolf Engler. Anthurium guayaquilense ingår i släktet Anthurium och familjen kallaväxter. Inga underarter finns listade.